# Iglesia de El Carmen Alto (Quito)
La iglesia y monasterio de El Carmen Alto también conocido como Monasterio del Carmen Alto/ Carmen Antiguo de San José es un conjunto católico de convento, iglesia y capillas levantado en el Centro Histórico de la ciudad de Quito, capital de Ecuador, sobre la calle García Moreno, antiguamente conocida como De las Siete Cruces, esquina con Rocafuerte.

## Historia
Su construcción inició probablemente en la última década del siglo XVI, ya que para el año 1618 había nacido allí Mariana de Jesús Paredes y Flores, que más tarde se convertiría en la primera santa católica del Ecuador. Tras su muerte en 1645, la casa pasó a manos de la Orden de Carmelitas Descalzas, que la ocupaban ya en 1647, aunque fue recién el 4 de febrero de 1653 que lo convirtieron en monasterio de clausura con el nombre de «El Carmen de San José», que es su denominación oficial.
El nombre de «Carmen Alto» fue popularizado cuando un grupo de religiosas de la misma orden se vio forzada a establecerse en Quito tras la destrucción de su monasterio en Latacunga, en el terremoto del año 1698, pero debido a una regla que prohibía más de 21 monjas de velo en cada monasterio, debieron establecer otra casa en el barrio de San Juan, recibiendo  el nombre de «El Carmen Nuevo o Bajo», mientras que la que existía previamente en la ciudad tomó el nombre de «El Carmen Antiguo o Alto».

### Apertura del museo
Desde el año 2013 se abrieron los dos claustros más antiguos del convento, incluida la casa original de Mariana de Jesús, para que funcionara allí un museo que permita la exhibición de las piezas coleccionadas por la Orden de Carmelitas Descalzas a lo largo de los siglos. Parte de la colección pictórica incluye cuadros de Hernando de la Cruz, Joaquín Pinto y Víctor Mideros. El conjunto fue adaptado para los fines museísticos y se sellaron los espacios necesarios para la vida de las 21 monjas de clausura que actualmente lo habitan, aunque siempre tiene aspirantes a ingresar.

## Galería

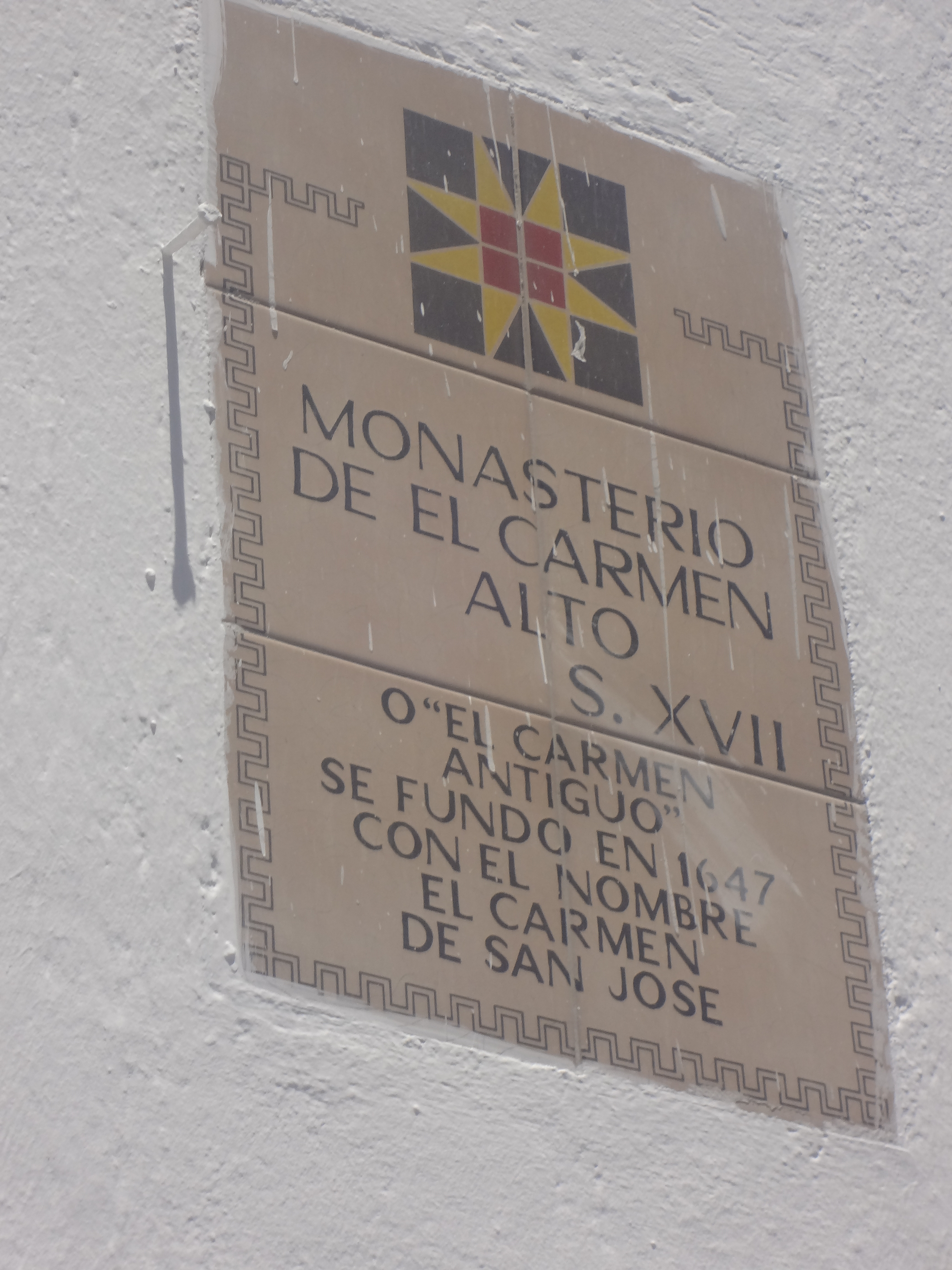
Placa explicativa de la historia del conjunto.
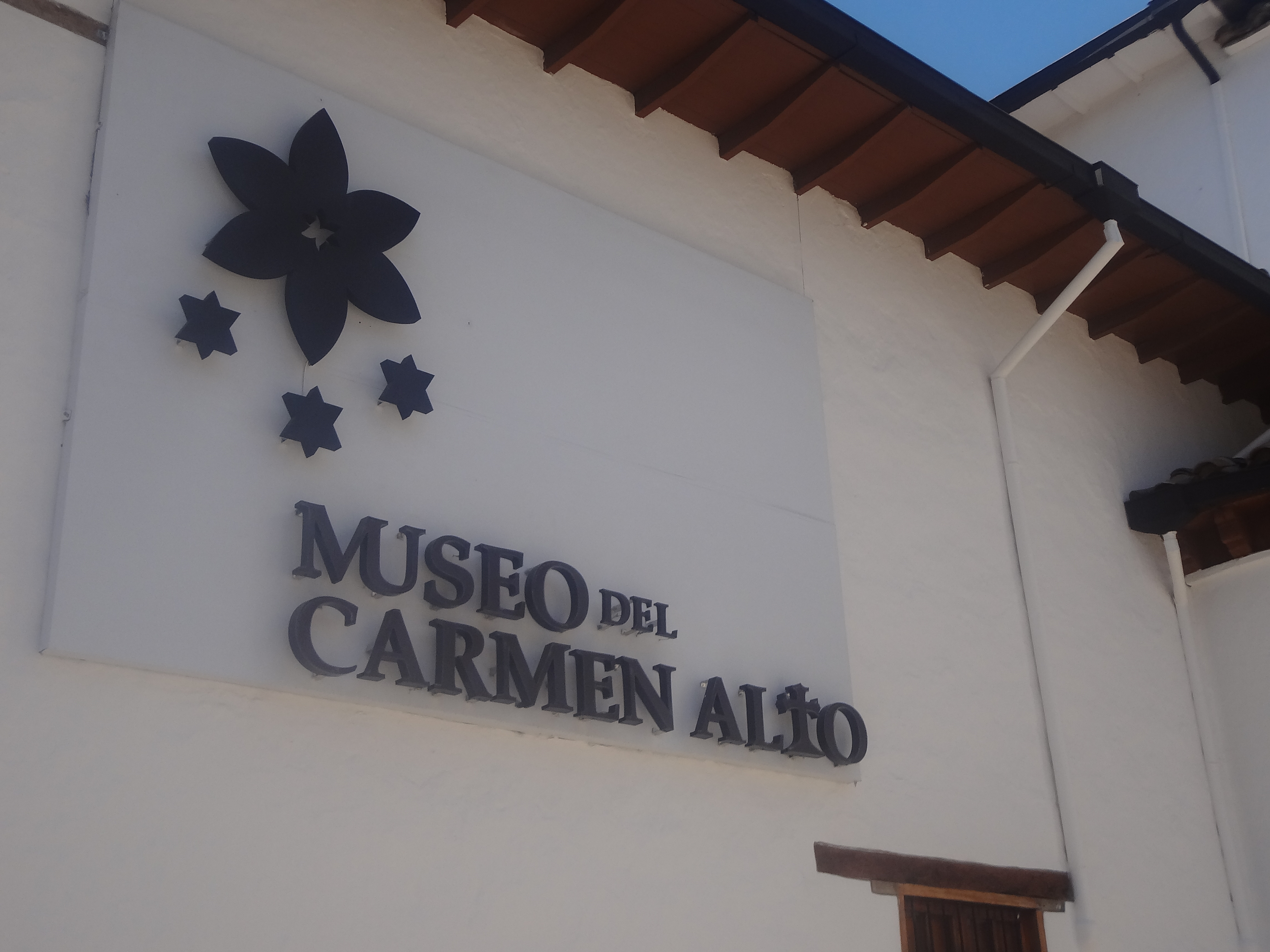
Ingreso al museo desde el patio delantero.
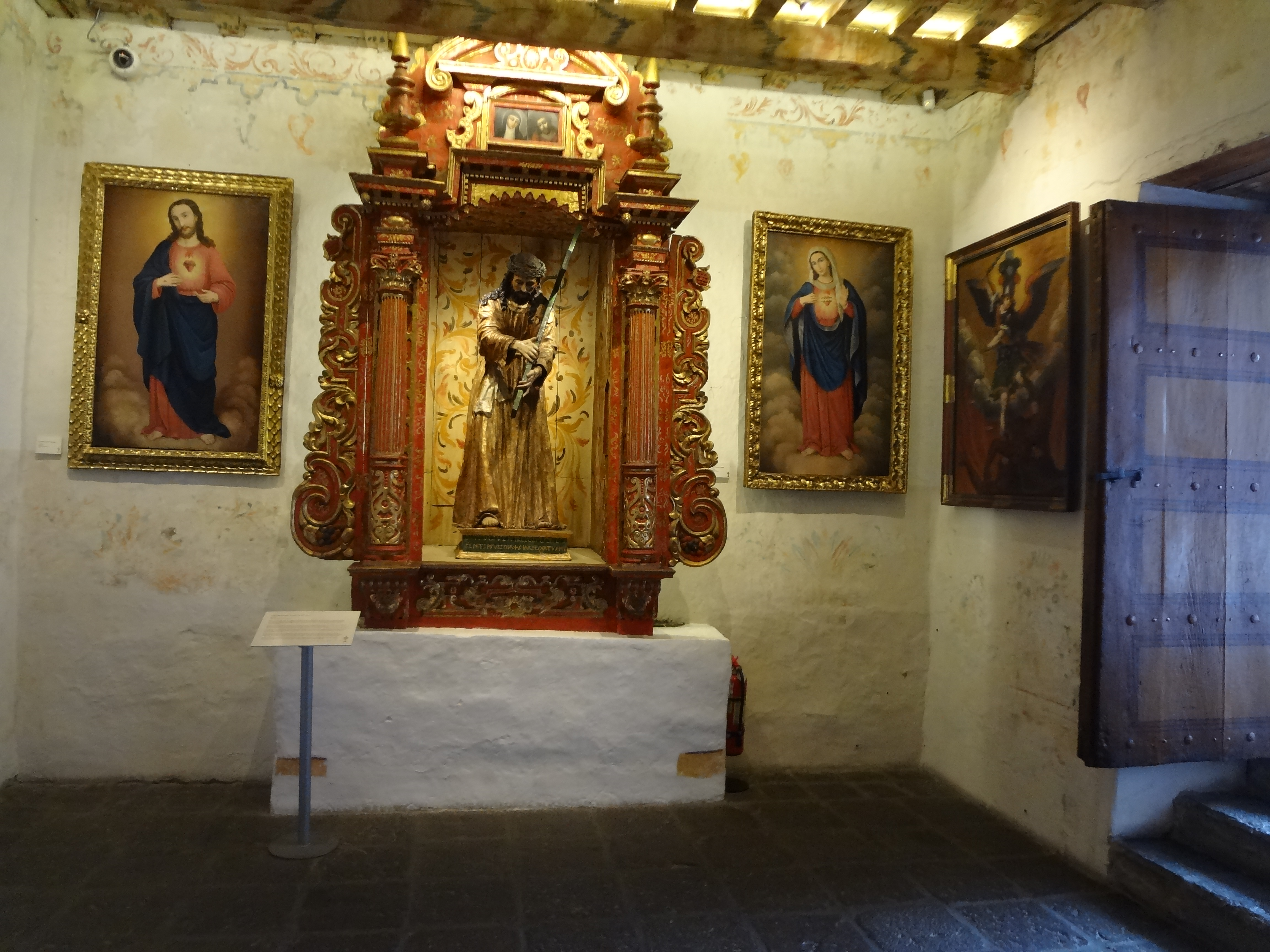
Altar en el ingreso al museo desde la portería.
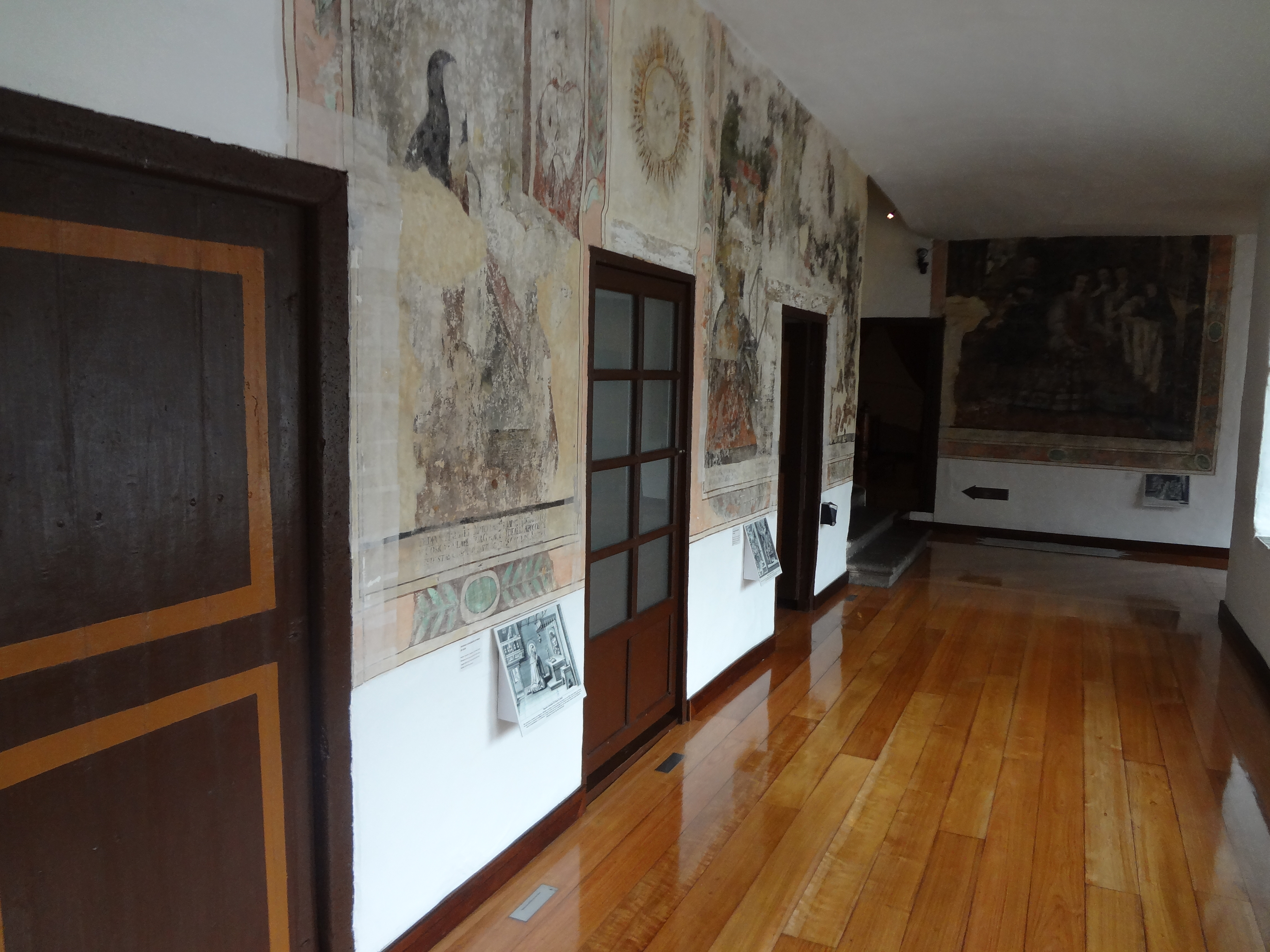
Una de las galerías altas del museo.
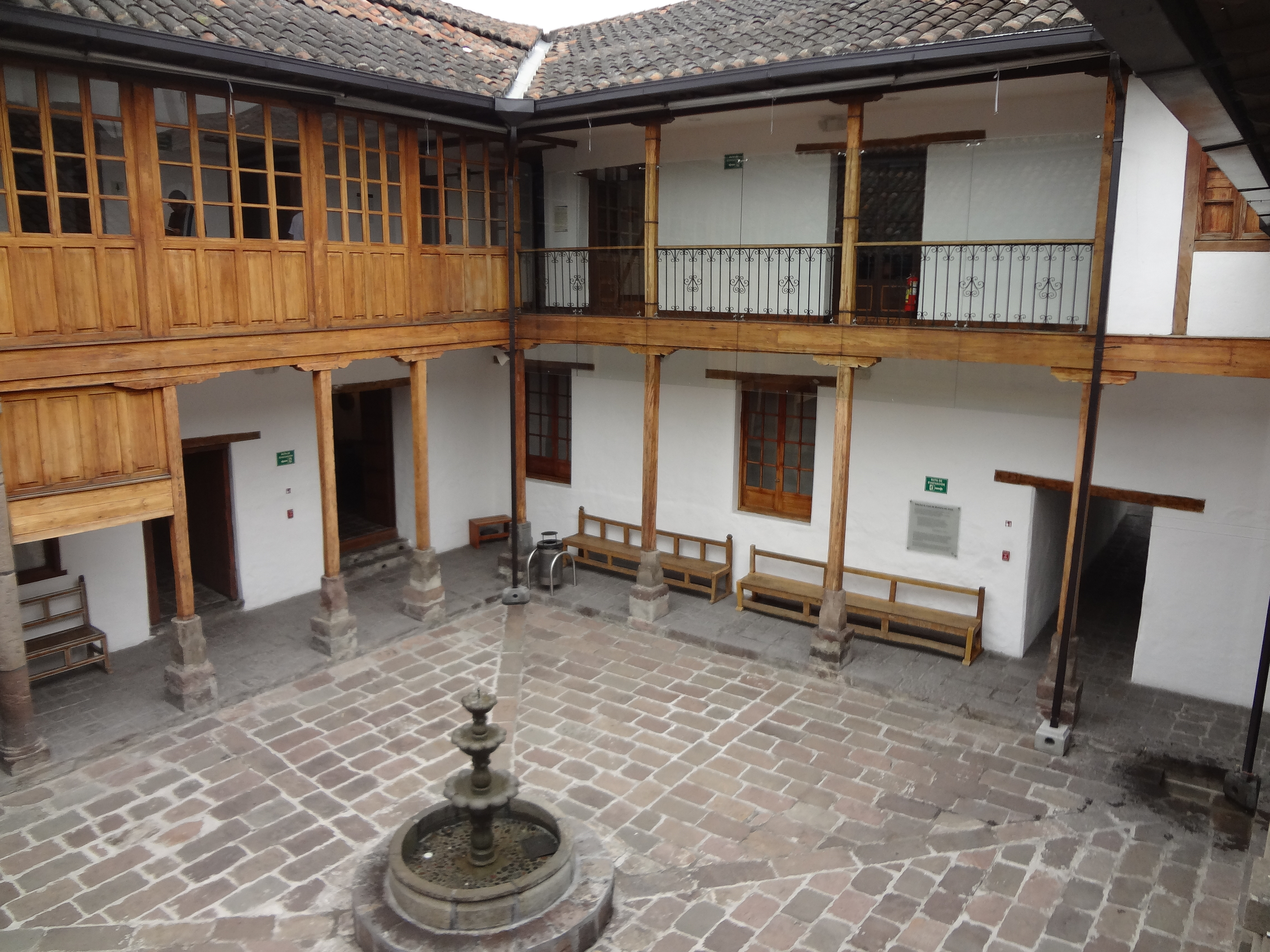
Casa original de Santa Mariana de Jesús.
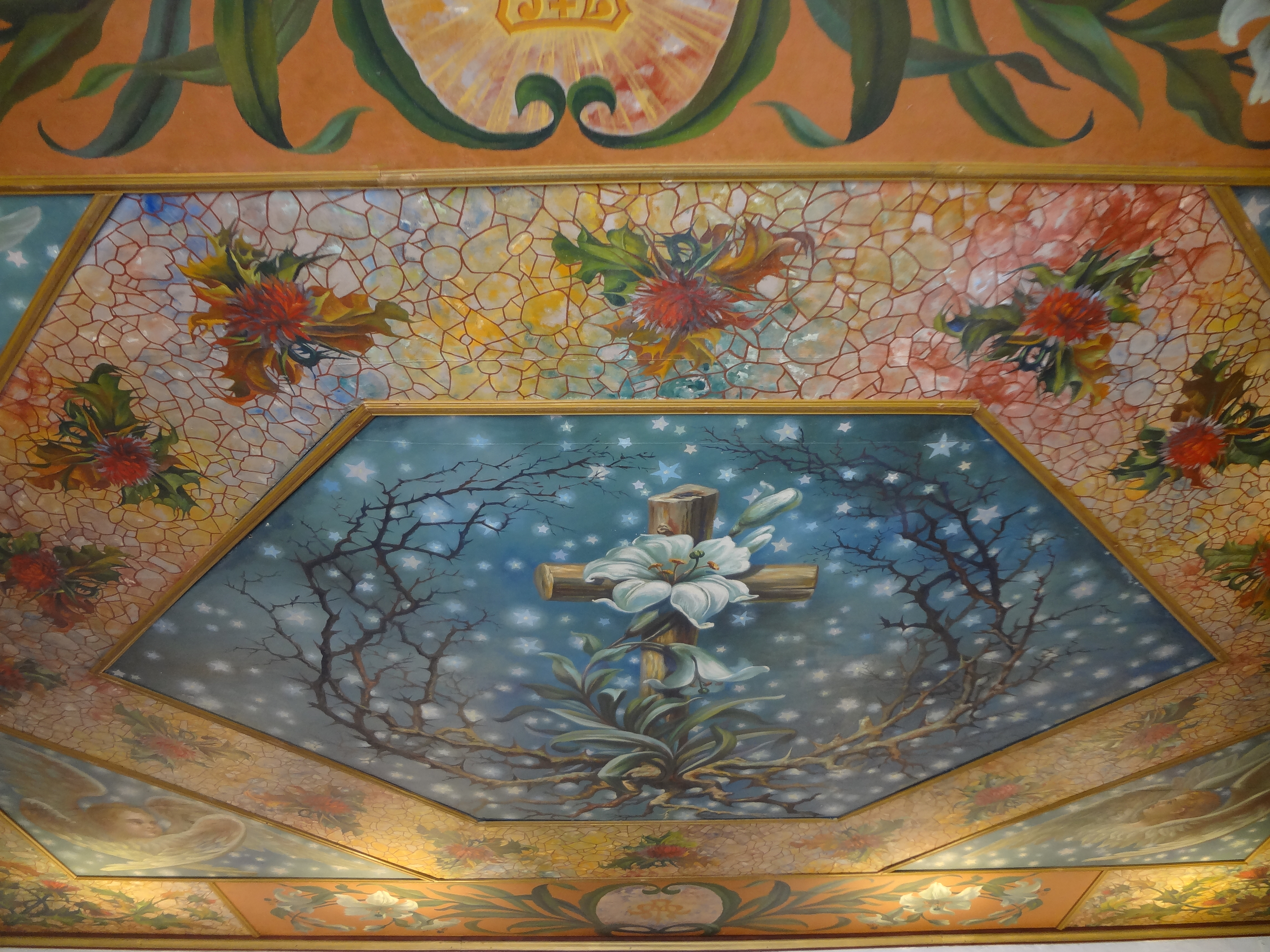
Detalle del cielo raso en una de las salas.
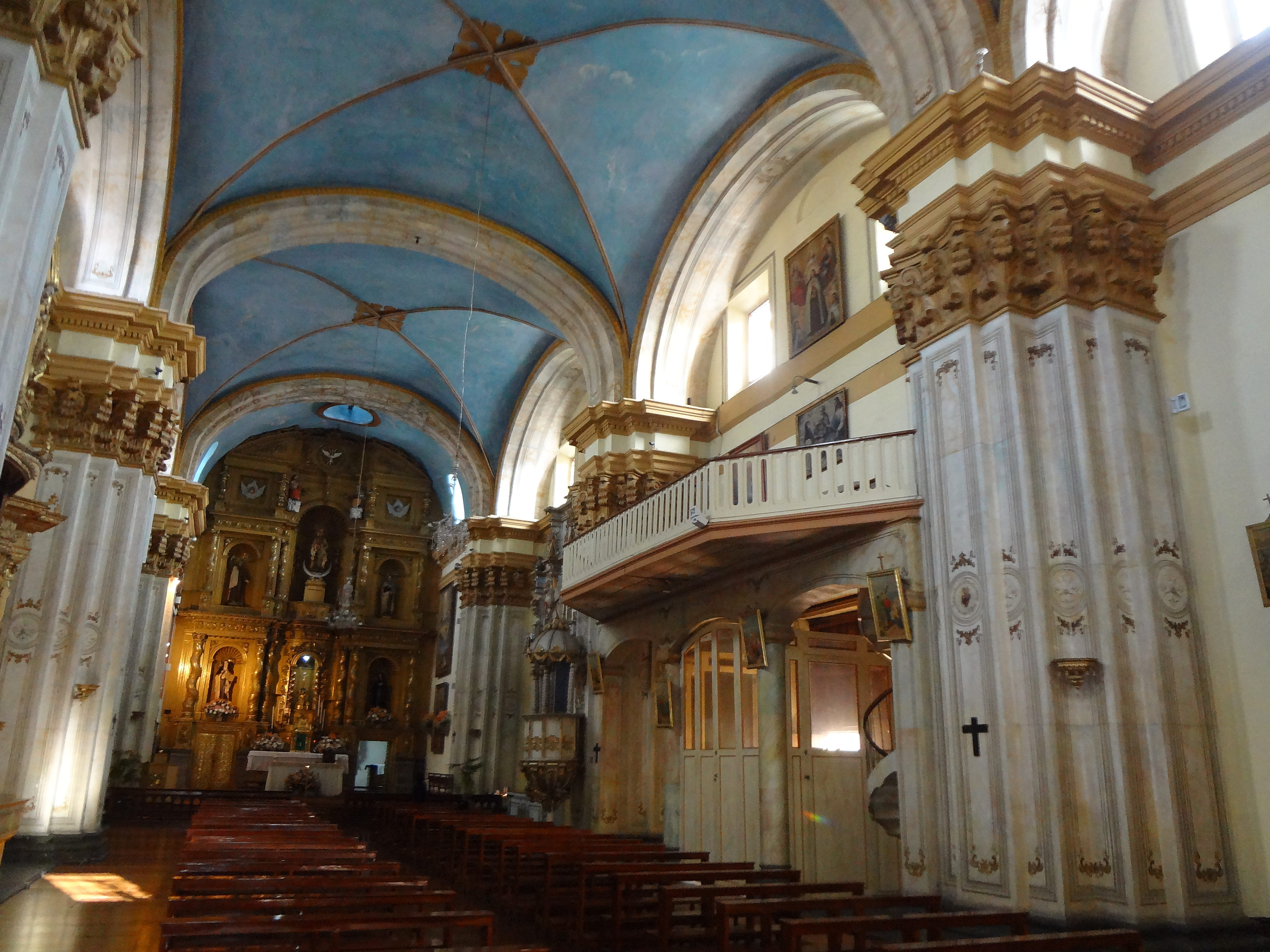
Interior de la iglesia de El Carmen Alto.